# Torre Paradox
La Torre Paradox es un rascacielos residencial situado en el distrito de Chapultepec de la Ciudad de México. Construida entre 2014 y 2018, la torre tiene una altura de 196 metros, con 60 pisos, y es actualmente el 15º edificio más alto de México y el 8º más alto de la Ciudad de México.
La torre fue diseñada por Varabyeu Partners en asociación con Skidmore, Owings & Merrill. Está construida a partir de tres edificios conectados (A, B y C), cada uno de ellos de diferentes alturas. El acristalamiento del edificio está realizado mediante un sistema de muro cortina con paneles de vidrio aislante. Alberga un total de 237 apartamentos de hasta 100 metros cuadrados de superficie bruta utilizable, y recibió el certificación LEED al finalizar su construcción.